# TURBOMOLE
TURBOMOLEは、様々な量子化学手法を実装したab initio計算化学プログラムである。最初はカールスルーエ大学のラインハルト・アールリヒスのグループによって開発された。2007年、アールリヒス、F. Furche、C. Hättig、W. Klopper、M. Sierka、F. Weigendによって設立されたTURBOMOLE GmbHがTURBOMOLEプログラムの開発の調整の責任を引き継ぎ、そのためにTURBOMOLE社が全ての著作権と知的財産権を保有している。2018年、David P. TewがTURBOMOLE GmbHに加わった。

## 特徴
TURBOMOLEは1987年に開発された。ガウス基底関数系が使用される。本プログラムの機能は、密度汎関数理論、2次メラー＝プレセット摂動法、結合クラスター法といった効果的費用対性能特性をもつ電子構造手法に集中している。2000年までは、気相における分子の計算しかできなかったが、BASF社とバイエル社との協力イニシアティヴにおいてCOSMO法が実装された。2013年にリリースされたTURBOMOLEバージョン6.5では、乱雑位相近似内でのポスト-コーン–シャム計算が実装された。また、非断熱分子動力学、超高効率高次CC法、新たな密度汎関数、周期的計算の機能も追加されている。TURBOMOLEのグラフィカルユーザインタフェースとしてTmoleXが利用可能である。

## バージョン履歴
- TURBOMOLE V4-9 (1998)
- TURBOMOLE V5-1 (1999)
- TURBOMOLE V5.2 (1999)
- TURBOMOLE V5.3 (2000)
- TURBOMOLE V5.5 (2002)
- TURBOMOLE V5.6 (2002)
- TURBOMOLE V5.7 (2004)
- TURBOMOLE V5.8 (2005)
- TURBOMOLE V5.9 (2006)
- TURBOMOLE V5.9.1 (2007)
- TURBOMOLE V5.1 (2008)
- TURBOMOLE V6.0 (2009)
- TURBOMOLE V6.1 (2009)
- TURBOMOLE V6.2 (2010)
- TURBOMOLE V6.3 (2011)
- TURBOMOLE V6.3.1 (2011)
- TURBOMOLE V6.4 (2012)
- TURBOMOLE V6.5 (2013)
- TURBOMOLE V6.6 (2014)
- TURBOMOLE V7.0 (2015)
- TURBOMOLE V7.1 (2016)
- TURBOMOLE V7.2 (2017)
- TURBOMOLE V7.3 (2018)
- TURBOMOLE V7.4 (2019)
- TURBOMOLE V7.5 (2020)